# Sodomka PRK 4
Sodomka PRK 4 je model autobusového přívěsu, který v jednom kuse vyrobila za druhé světové války firma Sodomka (pozdější Karosa) ve Vysokém Mýtě.

## Konstrukce
Sodomka PRK 4 je dvounápravový autobusový vlečný vůz (přívěs). Odvozen je od většího a kapacitnějšího modelu PRK 6. PRK 4 měl dřevěnou samonosnou karoserii, z vnější strany oplechovanou, s ocelovými výztuhami. Zadní i přední náprava měly jednoduchou montáž (tedy celkem čtyři kola), přední byla řiditelná. Sedačky v interiéru byly uspořádány podélně, v obou čelech vozu se nacházela vždy jedna sedačka (v zadní po směru, v předním čele proti směru jízdy). Pro výstup a nástup byly určeny jedny, ručně ovládané, tzv. bouchací (na kliku) dveře v pravé bočnici (přibližně uprostřed délky vozu).

## Výroba a provoz
Zahájení výroby přívěsu PRK 4 (význam zkratky není znám, číslice označuje počet kol) bylo přichystáno na jaro 1945, vzhledem k událostem na konci války ale k sériové produkci nikdy nedošlo (po válce byl náhradou za PRK 4 vyráběn odvozený model DM 4). Jediný vůz, prototyp, byl vyroben v roce 1943. Toto vozidlo bylo prodáno Českomoravským protektorátním drahám (ČMD-BMB), které jej provozovalo v okolí Litomyšle a Vysokého Mýta s autobusem Praga RN.